# Milieusysteem
Onder milieusysteem verstaat men de ecologische, economische, technologische en beleids-aspecten van complexe milieuproblemen.
Milieusysteemanalyse is een kwantitatief en multidisciplinair toegepast onderzoeksgebied dat zich richt op het analyseren, interpreteren, simuleren en communiceren van complexe milieuproblemen. De onderzoeksaspecten vanuit ecologie, economie, technologie en beleid hebben als doel nieuwe inzichten in de oorzaken, gevolgen en mogelijke oplossingen van complexe milieuvraagstukken te ontwikkelen.
Het centrale probleem is hoe het leefmilieu gezond te houden (milieuverontreiniging voorkomen en terugdringen) bij een groeiende wereldbevolking. Daarbij is een multidisciplinaire, milieuwetenschappelijke aanpak nodig met natuurwetenschappelijke, technologische en sociaalwetenschappelijke invalshoeken. Hierbij zoekt men naar innovatieve oplossingen, zoals het efficiënt gebruik van grondstoffen en het toepassen van duurzame energie.
Aan de Wageningen University is een Leerstoelgroep die zich op dit gebied richt. Sinds 2010 is de bodemkundige Wim de Vries hier hoogleraar milieusysteemanalyse.